# Kai Miki
Kai Miki (三鬼 海 Miki Kai?), född 19 april 1993 i Mie prefektur, är en japansk fotbollsspelare.
Miki började sin karriär 2011 i FC Machida Zelvia. 2015 blev han utlånad till V-Varen Nagasaki. Han gick tillbaka till FC Machida Zelvia 2016. 2017 flyttade han till Roasso Kumamoto. Efter Roasso Kumamoto spelade han för Montedio Yamagata.